# Rhododendron maowenense
Rhododendron maowenense är en ljungväxtart som beskrevs av Ren Chang Ching och H.P. Yang. Rhododendron maowenense ingår i släktet rododendron, och familjen ljungväxter. Inga underarter finns listade i Catalogue of Life.